# Цвях Андрій Іванович
Андрій Іванович Цвях (нар. 28 листопада 1967, с. Доброводи, Україна) — український вчений у галузі медицини, доктор медичних наук( 2016), завідувач кафедри травматології та ортопедії з військово-польовою хірургією Тернопільського національного медичного університету імені І. Я. Горбачевського.

## Життєпис
Андрій Іванович Цвях народився 28 листопада 1967 року в селі Доброводи Збаразького району Тернопільської області, тодішньої УРСР.
У 1995 році закінчив медичний факультет Петрозаводського державного університету за спеціальністю «лікувальна справа».
У 1995—1997 рр. навчався в клінічній ординатурі на кафедрі травматології та ортопедії Московської медичної академії ім. І. М. Сєченова.
У 1999—2014 рр. — лікар-ординатор ортопедо-травматологічного відділення КНП «Тернопільська обласна клінічна лікарня» Тернопільської обласної ради.
Від серпня 2014 року донині — завідувач кафедри травматології та ортопедії з військово-польовою хірургією Тернопільського національного медичного університету імені І. Я. Горбачевського.
Член колегії управління охорони здоров`я Тернопільської обласної державної адміністрації.
Одружений, разом із дружиною виховує двох дітей.

## Наукова діяльність
У 2010 році захистив кандидатську дисертацію на тему «Консервативне лікування хворих літнього віку з вертлюговими переломами стегнової кістки».
У 2016 році захистив докторську дисертацію на тему «Скелетна травма як компонент полістемних пошкоджень».
Наукові інтереси: надання допомоги хворим з політравмою, використання сучасних методів остеосинтезу при переломах кісток та їх наслідків, сучасні біотехнології у лікуванні травм різного генезу та їх наслідків, малоівазивний остеосинтез при переломах кісток, оперативні втручання при травматичних ушкодженнях хребта.
Автор і співавтор понад 30 навчально-методичних та наукових публікацій, 2 методичних рекомендацій для студентів різних факультетів, 2 патентів на винахід.

## Громадсько-політична діяльність
Кандидат у депутати до Тернопільської обласної ради на місцевих виборах 2015 року, виборчий округ № 19.

## Нагороди
- Лауреат конкурсу «Людина року» на Тернопільщині (2016)[8].